# Stary

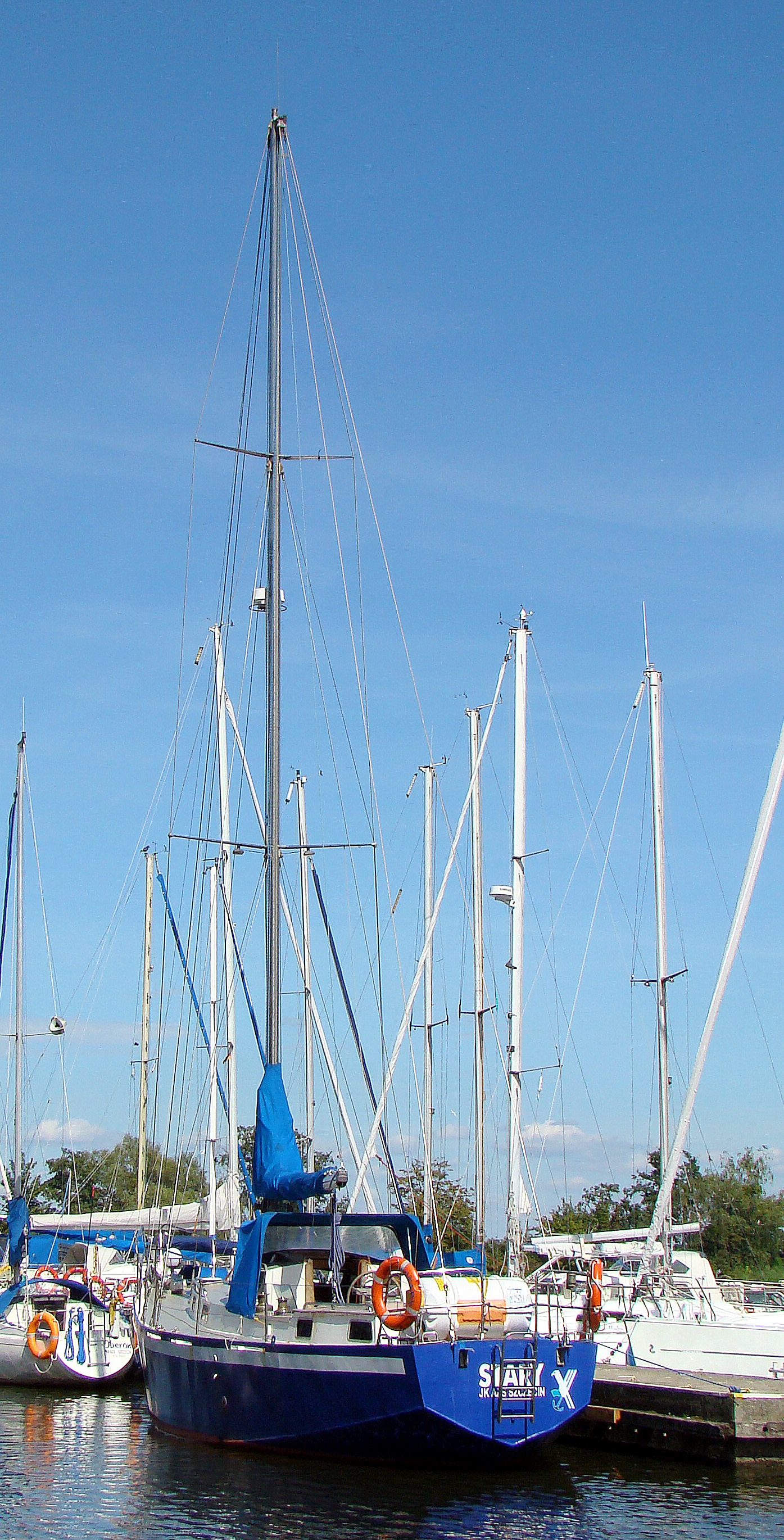
Jacht Stary od rufy

Stary – polski stalowy jacht typu Bruceo.

## Historia
Jacht został zbudowany w 1991 w Lesznie. Prace wykonywali: Mirosław Lewiński, Mirosław Hartwich, Henryk Olejnik, Henryk Dróżdż i Kazimierz Stawiński. Budowa przebiegała tzw. sposobem gospodarczym. Na początku 1999 „Stary” został sprzedany Jacht Klubowi AZS w Szczecinie.
- Dane techniczne
  - Typ jachtu: BRUCEO (na bazie amerykańskiego jachtu Roberts 44, konstrukcji Bruce’a Robertsa)
  - Wymiary: L=13,49 m, B=3,91 m, T=1,85 m oraz S=74 m².
  - Materiał kadłuba: stal
  - Klasa żeglugowa *yKlx (żegluga oceaniczna w każdych warunkach)
  - nr na żaglu: PZ 2162,
  - sygnał wywoławczy: SPS 2189.
  - Silnik pomocniczy typu URSUS 4410 o mocy 59,5 kW przy obrotach 2350 obr./min. i przekładni hydrokinetycznej WOLA 3.
  - Port macierzysty – Szczecin, Jacht Klub AZS Szczecin.

## Osiągnięcia
- Stary jest pierwszym jachtem pod polską banderą (wspólnie z jachtem Nekton), który pokonał przejście północno-zachodnie[a]. Załoga jachtu jest najmłodszą w historii załogą, która pokonała przejście i opłynęła Amerykę Północną.
- Stary jest pierwszym polskim jachtem, który okrążył Amerykę Północną. Jednocześnie zawijając do Panamy, Stary jako pierwsza polska jednostka i jedna z kilku na świecie zamknął pętlę wokół obu Ameryk.

### Wyprawy
- 2002/2003 – Cape Horn Antarctica

Podczas ponadrocznej wyprawy jacht opłynął Amerykę Południową trasą wokół przylądka Horn z zachodu na wschód oraz dotarł do Wyspy Króla Jerzego w Antarktyce. W ciągu 370 dni wyprawy jacht pokonał 22 000 mil morskich, a załoga odwiedziła 20 krajów na 4 kontynentach.
Załoga:Jacek Wacławski – kapitan • Sławomir Skalmierski  „Skalma” • Grzegorz Dolnik • Mateusz Sznir • Dominik Bac „Dodzik” • Andrzej Kolon • Grzegorz Jendroszczyk „Jendroszcz” • Andrzej Nowakowski „Wesoły” • Jacek Kuśnierz „Viking” (etap Wyspy Kanaryjskie – Ekwador) • Monika Witkowska „Mona” (etap Chile – Horn – Falklandy) • Claudia Cardenas (etap Argentyna – Brazylia) • Miłosz Trawczyński (Brazylia – Polska)
- 2006/2007 – QNT Northwest Passage Jubilee Voyage

Rejs dookoła Ameryki Północnej przez Przejście Północno-Zachodnie. Rejs odbył się w setną rocznicę pokonania szlaku przez Roalda Amundsena.
Podczas 14 miesięcy żeglugi jacht przepłynął ponad 23 000 Mm. Odwiedzono 23 kraje na 3 kontynentach.
- - Etap I (Polska – Grenlandia)

Trasa: Szczecin – Dania – Norwegia – Wyspy Owcze – Islandia – Grenlandia (Sondrestromfjord)
Załoga: Grzegorz Jendroszczyk – kapitan • Marek Bonczar • Ania Jakubiec • Andrzej Kolon • Michał Michalik • Alek Nowak (Polska – Islandia) • Marek Sobieski (Grenlandia) • Tomek Szewczyk (Islandia – Grenlandia)
- -     - Rejs na Grenlandii

Załoga: Dominik Bac • Claudia Cardenas • Grzegorz Jendroszczyk • Andrzej Kolon • Konstanty Kulik • Tomek Kozik • Sławek Skalmierski • Agnieszka Strużyk • Tomek Szewczyk • Maciek Tomaszek • Jacek Wacławski • Goście: Isabelle Barrere • Maciek Drewniany • Marcin Jamkowski • Marek Sobieski • Tomasz Sudoł
- - Etap II (Northwest Passage)

Trasa: Grenlandia (Ilulissat) – Kanada (Pond Inlet, Gjoa Haven, Cambridge Bay, Tuktoyaktuk) – USA (Cross Island, Point Barrow, Nome, Nunivak, St Paul Island, Dutch Harbour) – Kanada (Port Hardy, Campbell River, Vancouver)
Kapitanowie: (według kolejności prowadzenia) Dominik Bac • Jacek Wacławski • Sławek Skalmierski • Tomek Szewczyk • Załoga: Konstanty Kulik • Agnieszka Strużyk • Arlo Hanningan (od Nome)
- - Etap III (Ameryka Północna i Południowa)

Trasa: Kanada (Vancouver, Victoria) – USA (San Francisco, Los Angeles, Santa Catalina) – Meksyk (Ensenada, Isla San Benito, Bahia de Tortugas, San Carlos, Bahia Magdalena, Cabo San Lucas, Isla San Benedicto, Manzanillo, Acapulco, Puerto Escondido, Puerto Madero) – Gwatemala (Puerto Quetzal) – Kostaryka (Flamingo, Los Suenos, Puerto Quepos, Isla del Cano, Golfito) – Panama (miasto Panama, Kanał Panamski, Colón, archipelag San Blas) – Kolumbia (Cartagena)- Kajmany (Georgetown) – Kuba (Hawana) – USA (Key West)
Kapitanowie: (według kolejności prowadzenia) Dominik Bac • Sławek Skalmierski • Załoga: Claudia Cardenas • Krzysztof Bonczar (od San Francisco) • Marcin Sanetra • Arlo Hanningan (do Puerto Quetzal) • Maciek Tomaszek (od Los Angeles) • Goście: Agnieszka Bac (Los Angeles – Cabo San Lucas) • Patricia Cardenas (Cartagena – Hawana) • Gosia Seruga (Kajmany – Key West) • Tomasz Sudoł (Kajmany – Hawana)
- - Etap IV (USA – Polska)

Trasa: USA (Key West) – Bahamy (Nassau, Freeport) – Bermudy (St. George’s) – Azory – Portugalia (Horta) – Francja (Cherbourg) – Wielka Brytania (Londyn) – Holandia (Amsterdam) – Niemcy (Kilonia) – Polska (Szczecin)
Załoga: Tomek Szewczyk – kapitan • Krzysztof Bonczar • Michał May-Majewski • Jakub Kryjanowski (do Bermudów) • Kasia Zarębska